# 이우형 (1966년)
이우형(李愚衡, 1966년 2월 2일 ~ )은 대한민국의 전 축구 선수 및 현 지도자로 현재 FC 안양의 단장으로 활동 중이다.

## 학력
- 경희고등학교
- 동아대학교

## 선수 시절
1989년 실업축구 국민은행에 입단한 이후 성인 무대에서 주목받기 시작했고 헤더 능력이 뛰어난 공격수로 이름을 알리면서 한국실업축구선발팀 소속으로 킹스컵 등 국제 경기에 출전하기도 했다.
그 후 1997년까지 국민은행의 원클럽맨으로 활약하며 전국실업축구선수권대회 2회 우승(1993, 1996) 및 2회 준우승(1991, 1995), 전국실업축구연맹전 2회 준우승(1991 추계, 1996 춘계), 대통령배 전국축구대회 2회 우승(1990, 1995) 및 1회 준우승(1991), 전국체육대회 2개의 은메달과 1개의 동메달 획득 등에 기여했지만 1997년 국민은행 축구단 해체와 함께 8년간의 선수 활동을 마감했다.

## 지도자 경력

### 고양 KB국민은행
1997년 선수 은퇴 후 브라질에서 6개월간의 연수를 다녀온 뒤 2000년 자신의 친정팀인 고양 KB국민은행의 코치로 김형열 감독을 보좌하며 본격적인 지도자 커리어를 시작한 이후 2003년 내셔널리그 우승, 2003년 대통령배 전국축구대회 우승을 이끌었다.
이후 2004년 KB국민은행의 감독으로 승격하여 2012년 팀이 해체될 때까지 내셔널리그 2회 우승(2004, 2006) 및 2회 준우승(2011, 2012), 2005년 대통령배 전국축구대회 준우승, 전국체육대회 2회 우승(2005, 2008), 2007년 내셔널축구선수권대회 준우승의 굵직한 성과를 올린 것은 물론 내셔널리그 최초 100승을 달성하는 등 팀을 성공적으로 이끌었다.

### FC 안양1기
고양 KB국민은행이 2012 시즌을 끝으로 해체된 후 K리그2의 신생팀인 FC 안양의 초대 감독으로 선임되어 취임 이후 2시즌 연속 팀을 리그 5위로 끌어올렸고 2015 시즌에서는 수원 FC과의 개막전 승리 이후 단 1승도 거두지 못하는 부진한 성적으로 인해 경질되었는데 이후에 박영조 FC 안양 단장의 무책임한 행동 때문에 경질된 사실이 알려지면서 FC 안양 서포터즈들이 이에 크게 반발하여 한동안 '명장 이우형'이라고 적힌 걸개 그림을 설치했다.

### 선양 둥진
2016 시즌을 앞두고 중국 을급리그의 선양 둥진의 사령탑으로 부임하였지만 극심한 부진으로 북부 지구 10팀 가운데 최하위로 처진 후 순위 결정전에서 상하이 주주 스포츠를 꺾고 19위로 간신히 4부 리그격인 관군리그 강등을 면하는 데에 만족했으며 2016 시즌 종료 후 퇴임했다.

### FC 안양 2기
2019년 FC 안양의 전력강화부장 겸 테크니컬 디렉터로 4년만에 복귀한 후 2021 시즌을 앞두고 김형열 감독의 후임으로 6년만에 FC 안양의 사령탑으로 재취임하자마자 안양 구단 역사상 첫 K리그2 플레이오프 진출을 이끌었고 2022년 K리그2에서도 2회 연속 플레이오프에 진출하여 플레이오프에서 경남 FC를 따돌리고 창단 첫 승강 플레이오프 진출까지 이끌었지만 수원 삼성 블루윙즈와의 승강 플레이오프에서 오현규의 극장골에 무너지며 창단 첫 K리그1 승격 문턱에서 아깝게 고배를 마셨다.
그 후 2023년 K리그2에서는 6위라는 다소 아쉬운 성적에 머무르며 3회 연속 플레이오프 진출이 좌절되었고 2023 시즌 종료 후 안양 감독직에서 물러났으며 2024년부터 안양의 테크니컬 디렉터로 활동하고 있다.

## 기타
- 1997년 국민은행 축구단이 해체한 이후 1년 여 간 은행원으로 활동했다.[4]
- 선수로서 1997년, 감독으로서 2012년에 국민은행 축구단의 해체를 겪은 유일한 인물이다.
- 고양 KB국민은행의 원클럽맨이다.
- FC 안양의 창단일(2013년 2월 2일)과 생일이 같다.

## 수상

### 클럽 (선수)
국민은행
- 전국실업축구연맹전 : 준우승 (1991 추계, 1996 춘계)
- 전국실업축구선수권대회 : 우승 (1993, 1996), 준우승 (1991, 1995)
- 대통령배 전국축구대회 : 우승 (1990, 1995), 준우승 (1991)
- 전국체육대회 : 은메달 (1991, 1993), 동메달 (1996)

### 클럽 (지도자)
고양 KB국민은행 (코치)
- 내셔널리그 : 우승 (2003)
- 전국실업축구연맹전 : 우승 (2001 춘계)
- 전국실업축구선수권대회 : 준우승 (2000)
- 전국체육대회 : 동메달 (2001)

고양 KB국민은행
- 내셔널리그 : 우승 (2004, 2006), 준우승 (2011, 2012)
- 내셔널축구선수권대회 : 우승 (2009), 준우승 (2007)
- 전국체육대회 : 금메달 (2005, 2008), 동메달 (2004)

FC 안양
- K리그2 : 3위 (2021, 2022)

### 개인 수상
- 전국실업축구연맹전 득점상 : 1997 춘계
- 전국실업축구선수권대회 득점상 : 1995
- 내셔널리그 시상식 지도자상 : 2004, 2006
- 내셔널리그 시상식 공로패 감독상 : 2012